# PFKL
6-Fosfofruktokinaza, jetreni tip je enzim koji je kod ljudi kodiran PFKL genom.
Fosfofruktokinaza (PFK) je tetramerni enzim koji katalizuje ključni korak u glikolizi, konverziju D-fruktoze 6-fosfata do D-fruktoze 1,6-bisfosfata. Zasebni genei kodiraju mišićnu podjedinicu (M) i jetrenu podjedinicu (L). PFK iz mišića je homotetramer M podjedinica, PFK iz jetre je homotetramer L-jedinica, dok se PFK iz trombocita može sastojati od bilo koje tetramerne kombinacije M i L podjedinica. Protein kodiran ovim genom je L podjedinica. Dve transkriptne varijante koje kodiraju različite izoforme su poznate.

## Literatura
- Kahn A; Meienhofer MC; Cottreau D;  . (1979). „Phosphofructokinase (PFK) isozymes in man. I. Studies of adult human tissues”. Hum. Genet. 48 (1): 93—108. PMID 156693. doi:10.1007/bf00273280.
- Kristensen T, Lopez R, Prydz H (1992). „An estimate of the sequencing error frequency in the DNA sequence databases”. DNA Seq. 2 (6): 343—6. PMID 1446073. doi:10.3109/10425179209020815.
- Wang D, Fang H, Cantor CR, Smith CL (1992). „A contiguous Not I restriction map of band q22.3 of human chromosome 21”. Proc. Natl. Acad. Sci. U.S.A. 89 (8): 3222—6. PMC 48838 . PMID 1565613. doi:10.1073/pnas.89.8.3222.
- Elson A; Levanon D; Brandeis M;  . (1990). „The structure of the human liver-type phosphofructokinase gene”. Genomics. 7 (1): 47—56. PMID 2139864. doi:10.1016/0888-7543(90)90517-X.
- Levanon D; Danciger E; Dafni N;  . (1990). „The primary structure of human liver type phosphofructokinase and its comparison with other types of PFK”. DNA. 8 (10): 733—43. PMID 2533063. doi:10.1089/dna.1989.8.733.
- Van Keuren M; Drabkin H; Hart I;  . (1986). „Regional assignment of human liver-type 6-phosphofructokinase to chromosome 21q22.3 by using somatic cell hybrids and a monoclonal anti-L antibody”. Hum. Genet. 74 (1): 34—40. PMID 2944814. doi:10.1007/bf00278782.
- Levanon D, Danciger E, Dafni N, Groner Y (1987). „Genomic clones of the human liver-type phosphofructokinase”. Biochem. Biophys. Res. Commun. 141 (1): 374—80. PMID 2948503. doi:10.1016/S0006-291X(86)80379-5.
- Vora S; Davidson M; Seaman C;  . (1984). „Heterogeneity of the molecular lesions in inherited phosphofructokinase deficiency”. J. Clin. Invest. 72 (6): 1995—2006. PMC 437040 . PMID 6227635. doi:10.1172/JCI111164.
- Vora S, Seaman C, Durham S, Piomelli S (1980). „Isozymes of human phosphofructokinase: identification and subunit structural characterization of a new system”. Proc. Natl. Acad. Sci. U.S.A. 77 (1): 62—6. PMC 348208 . PMID 6444721. doi:10.1073/pnas.77.1.62.
- Koster JF, Slee RG, Van Berkel TJ (1980). „Isoenzymes of human phosphofructokinase”. Clin. Chim. Acta. 103 (2): 169—73. PMID 6445244. doi:10.1016/0009-8981(80)90210-7.
- Vora S, Francke U (1981). „Assignment of the human gene for liver-type 6-phosphofructokinase isozyme (PFKL) to chromosome 21 by using somatic cell hybrids and monoclonal anti-L antibody”. Proc. Natl. Acad. Sci. U.S.A. 78 (6): 3738—42. PMC 319647 . PMID 6455664. doi:10.1073/pnas.78.6.3738.
- Zeitschel U, Bigl M, Eschrich K, Bigl V (1996). „Cellular distribution of 6-phosphofructo-1-kinase isoenzymes in rat brain”. J. Neurochem. 67 (6): 2573—80. PMID 8931492. doi:10.1046/j.1471-4159.1996.67062573.x.
- Hattori M; Fujiyama A; Taylor TD;  . (2000). „The DNA sequence of human chromosome 21”. Nature. 405 (6784): 311—9. PMID 10830953. doi:10.1038/35012518.
- Strausberg RL; Feingold EA; Grouse LH;  . (2003). „Generation and initial analysis of more than 15,000 full-length human and mouse cDNA sequences”. Proc. Natl. Acad. Sci. U.S.A. 99 (26): 16899—903. PMC 139241 . PMID 12477932. doi:10.1073/pnas.242603899.
- Gevaert K; Goethals M; Martens L;  . (2004). „Exploring proteomes and analyzing protein processing by mass spectrometric identification of sorted N-terminal peptides”. Nat. Biotechnol. 21 (5): 566—9. PMID 12665801. doi:10.1038/nbt810.
- Zhang C; Dowd DR; Staal A;  . (2003). „Nuclear coactivator-62 kDa/Ski-interacting protein is a nuclear matrix-associated coactivator that may couple vitamin D receptor-mediated transcription and RNA splicing”. J. Biol. Chem. 278 (37): 35325—36. PMID 12840015. doi:10.1074/jbc.M305191200.
- Ota T; Suzuki Y; Nishikawa T;  . (2004). „Complete sequencing and characterization of 21,243 full-length human cDNAs”. Nat. Genet. 36 (1): 40—5. PMID 14702039. doi:10.1038/ng1285.
- Colland F; Jacq X; Trouplin V;  . (2004). „Functional proteomics mapping of a human signaling pathway”. Genome Res. 14 (7): 1324—32. PMC 442148 . PMID 15231748. doi:10.1101/gr.2334104.
- Gerhard DS; Wagner L; Feingold EA;  . (2004). „The status, quality, and expansion of the NIH full-length cDNA project: the Mammalian Gene Collection (MGC)”. Genome Res. 14 (10B): 2121—7. PMC 528928 . PMID 15489334. doi:10.1101/gr.2596504.
- Rush J; Moritz A; Lee KA;  . (2005). „Immunoaffinity profiling of tyrosine phosphorylation in cancer cells”. Nat. Biotechnol. 23 (1): 94—101. PMID 15592455. doi:10.1038/nbt1046.